# CLDN7
클라우딘 7(Claudin-7)은 인간에서 CLDN7 유전자에 의해 암호화되는 단백질이다. 이것은 클라우딘 그룹에 속한다. 
CLDN7과 같은 클라우딘은 상피 세포 사이의 긴밀한 접합 형성에 관여한다. 단단한 접합은 지질과 막 단백질의 측면 확산을 제한하여 상피 세포의 정단부와 기저부 구획 사이의 경계를 물리적으로 연결한다.